# 小行星5532
小行星5532（5532 Ichinohe）是一颗围绕太阳公转的小行星。1932年2月14日，卡爾·威廉·萊茵姆特在海德堡发现了此天体。
該小行星以日本天文學家一戶直藏命名。
这颗小行星的绝对星等为67.09293等。